# 1939 en Inde
Chronologie de l'Inde
- 1935
- 1936
- 1937
- 1938
- 1939
- 1940
- 1941
- 1942
- 1943

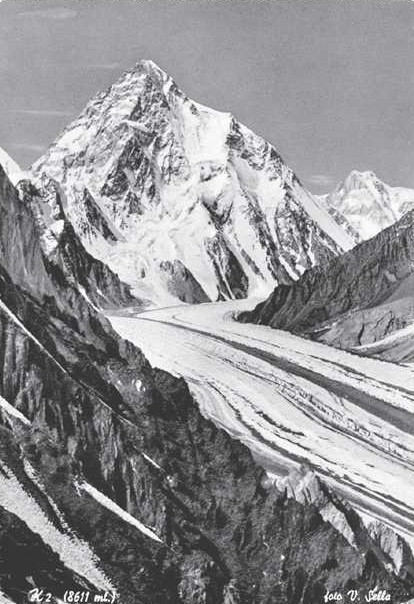
Expédition américaine du Karakoram au K2 (Photo du K2 de 1909).

Cette page concerne les évènements survenus en 1939 en Inde  :

## Évènement
- Poursuite de l'agitation anti-hindoue (en) dans la Présidence de Madras, de 1937 à 1940.
- Expédition américaine du Karakoram (en) au K2.
- 21 janvier : Ratification de l'expérience d'Aundh (en) : test précoce de l'autonomie des villages en Inde britannique, qui a débuté en 1938.
- 29 septembre : Loi sur la défense de l'Inde (en).
- 22 décembre : Jour de la délivrance (en), organisé pendant le mouvement d'indépendance indien.

## Naissance
- Satya Prakash Agarwal (en), personnalité politique.
- Swadesh Bharati (en), poète.
- Rahul Dev Burman, compositeur musical.
- Walter Devaram (en), directeur général de la Police.
- Jambuwantrao Dhote (en), personnalité politique.
- Mahendran (en), réalisateur.
- Mulayam Singh Yadav, ministre.

## Décès
- Ganapati Chakraborty (en), magicien.
- Samsa (en), écrivain.